# Peek-A-Boo Poker
Peek-A-Boo Poker (撲克精靈S, Pūkè JīnglíngP) è un videogioco di poker sviluppato dalla taiwanese Idea-Tek, e pubblicato dalle giapponesi Hacker International e Panesian nel 1990 per Nintendo Entertainment System. È il primo titolo di un trio di giochi dai contenuti pornografici pubblicato da Panesian per la console Nintendo, a cui si susseguono Magic Bubble e Hot Slots.
Il titolo ha avuto vari problemi nella distribuzione, a causa dei suoi contenuti pornografici.

## Modalità di gioco
Il gioco consiste in un semplice simulatore di strip poker. La partita viene disputata con tre ragazze controllate dal computer: Full House Francine, Double Dealing Debby, e Pok-er Penny. Ogni 1000$ vinti è mostrata un'immagine erotica di una delle ragazze, fino a un massimo di 5000$.